# Пихерсројт
Пихерсројт (њем. Püchersreuth) општина је у њемачкој савезној држави Баварска. Једно је од 38 општинских средишта округа Нојштат ан дер Валднаб. Према процјени из 2010. у општини је живјело 1.613 становника. Посједује регионалну шифру (AGS) 9374150.

## Географски и демографски подаци
Пихерсројт се налази у савезној држави Баварска у округу Нојштат ан дер Валднаб. Општина се налази на надморској висини од 499 метара. Површина општине износи 25,2 km². У самом мјесту је, према процјени из 2010. године, живјело 1.613 становника. Просјечна густина становништва износи 64 становника/km².